# Ivan Nagler
Ivan Nagler (* 30. Januar 1999 in Bruneck) ist ein italienischer Rennrodler.
Ivan Nagler startet für das Centro Sportivo Carabinieri, dem Sportteam der Carabinieri mit Sitz in Bologna.

## Junioren
Nagler trat zunächst im Einsitzer an. Seine ersten internationalen Rennen bestritt er im Jugend-Weltcup der Saison 2014/15 und wurde in Oberhof 18., in Igls Elfter sowie Achter in Winterberg. In der Gesamtwertung der Rennserie wurde er 18. Die Saison 2015/16 begann er mit seinem ersten Podiumsplatz in Lillehammer, wo er hinter Paul-Lukas Heider und Bastian Schulte und vor seinen Landsmännern Lukas Gufler und Fabian Malleier Dritter wurde. Nach Platz neun in Sigulda und 12 am Königssee musste er sich in Igls einzig Heider geschlagen geben. Die Saison schloss er mit den Plätzen acht in Altenberg und vier in Oberhof ab. Ein erster Karrierehöhepunkt wurden die Olympischen Jugend-Winterspiele 2016 in Lillehammer, bei denen Nagler Siebter wurde.
Zur Saison 2016/17 rückte Nagler in den Juniorenbereich auf und bildete zudem mit Fabian Malleier ein Rodel-Doppel, in dem er zusätzlich zu den Einzelrennen antrat. Nagler ist hierbei der Pilot, Malleier der Hintermann („Rucksack“). Der Saisonauftakt fand in Calgary statt, wo das Duo Nagler/Malleier schon in ihrem ersten Rennen das Podium erreichten und sich nur noch dem russischen Doppel Wsewolod Kaschkin und Konstantin Korschunow geschlagen geben mussten. Nachdem er im Einzelrennen Siebter wurde, gewannen Nagler/Malleier mit der Argentinierin Verónica María Ravenna sowie Leon Felderer das Staffelrennen. An selber Stelle fanden danach noch einmal alle drei Rennen statt, das Doppelrennen gewannen die beiden Italiener, im Einzel und mit der Staffel in derselben Zusammensetzung wie zwei Tage zuvor wurde er Vierter. Von nun an waren die Resultate im Doppelsitzer im Allgemeinen grundsätzlich nennenswert besser. Die Rennen der folgenden Station im Juniorenweltcup in Oberhof war zudem die Junioreneuropameisterschaften 2017. Zunächst gewannen Nagler/Malleier hinter den deutschen Doppeln Paul Gubitz und Hannes Orlamünder sowie Johannes Pfeiffer und Nico Semmler die Bronzemedaille. Im Einsitzer wurde er 13., mit Hannah Niederkofler, Lukas Gufler und Fabian Malleier gewann Nagler hinter der deutschen Staffel die Silbermedaille. Es folgten die Juniorenweltmeisterschaften 2017 in Sigulda. Nach einem 14. Platz im Einzel schieden Nagler/Malleier nach einem Fahrfehler im zweiten Lauf auf Medaillenkurs liegend kurz vor dem Ziel aus. Mit der italienischen Staffel kamen sie auf den 5. Platz. Bei den letzten beiden Weltcupstationen in Altenberg und Winterberg kamen Nagler/Mallerier im Doppel jeweils auf dritte Ränge, im Einzel wurde Nagler Elfter und 12. Zudem kamen sie an der Seite von Marion Oberhofer und Lukas Gufler auf den drittel Staffelrang in Winterberg. In der Gesamtwertung der Doppelsitzer wurden Nagler/Malleier Erste, im Einsitzer kam Nagler auf den sechsten Platz.

## Vom Debüt im Weltcup der Männer zu den Olympischen Spielen 2018

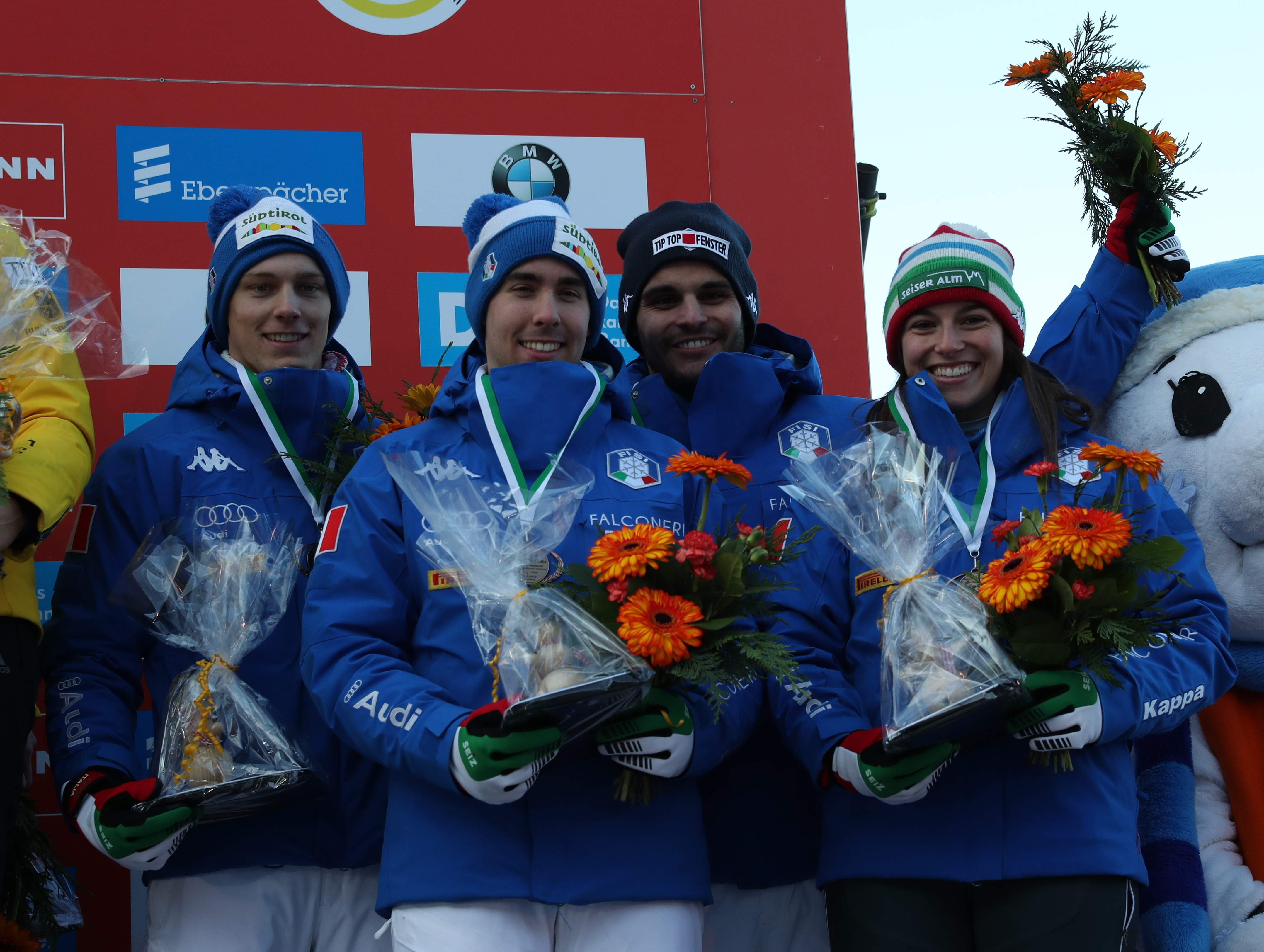
Die italienischen Bronzestaffel aus Altenberg

Zum Auftakt der Saison 2017/18 wurden Nager/Malleier erstmals in den erweiterten italienischen Weltcup-Kader berufen. In Igls starteten sie im Nationencup, ohne sich dort jedoch als Zusatzstarter für das Weltcuprennen qualifizieren zu können und wurden Zehnte. In Altenberg debütierten sie dann im Weltcup und erreichten als Sechstplatzierte nicht nur auf Anhieb eine einstellige Platzierung, sondern qualifizierten sich sogleich für die Siegerehrung. Zudem kamen sie an der Seite von Sandra Robatscher und Emanuel Rieder in der Staffel zum Einsatz und wurden hinter den Vertretungen aus Deutschland und Österreich Dritte. Danach kamen sie zunächst wieder bei den Junioren zum Einsatz. Die nächsten drei Doppelsitzerrennen, zwei nacheinander in Oberhof und eines am Königssee, gewannen sie. Im Einzel wurde Nagler 12., Fünfter und erneut 12. Es waren sowohl die letzten Rennen bei den Junioren als auch die letzten Rennen im Einsitzer. In der Gesamtwertung des Juniorenweltcups wurden Nagler/Malleier Sechste, Nagler allein im Einzel 17.
Von nun an starteten Nagler/Malleier den Männern im Leistungsbereich. Sie bekamen den Startplatz dritten Startplatz Italiens, den bis dahin Florian Gruber und Simon Kainzwaldner innehatten. Nachdem sie am Königssee das Nationencuprennen gewonnen, sich damit geradezu mühelos für den Weltcup qualifizierten und dort Siebte wurden, standen sie zudem schnell als zweites Doppel Italiens neben Ludwig Rieder und Patrick Rastner für die Olympischen Spiele in Pyeongchang fest. Dabei setzten sie sich gegen das langjährige Weltklasse-Doppel Christian Oberstolz und Patrick Gruber durch. Nicht ganz so gut begannen die Rennen in Oberhof, wo sie mit dem 14. Platz im Nationencup gerade so für das Weltcuprennen qualifizierten, bei dem sie Zehnte wurden und sich erneut für die italienische Weltcup-Staffel qualifizierten. Gemeinsam mit Sandra Robatscher und Dominik Fischnaller wurden Nagler/Malleier Sechste. Nach einem zweiten Platz hinter den Letten Oskars Gudramovičs und Pēteris Kalniņš im Nationencuprennen von Lillehammer fuhren sie im Weltcuprennen auf den siebten Platz und qualifizierten sich erstmals für ein Sprintrennen, bei dem sie den sechsten Platz belegten. Etwas schwächer verliefen die Rennen in Sigulda, die zugleich die Europameisterschaften 2018 waren. Nagler/Malleier wurden in beiden Wertungen Neunte und qualifizierten sich erneut für das Weltcup-Sprintrennen, bei dem sie 14. wurden. In der Weltcup-Gesamtwertung wurden sie mit 295 Punkten 17., obwohl sie nur sieben der 13 Saisonrennen bestritten hatten.

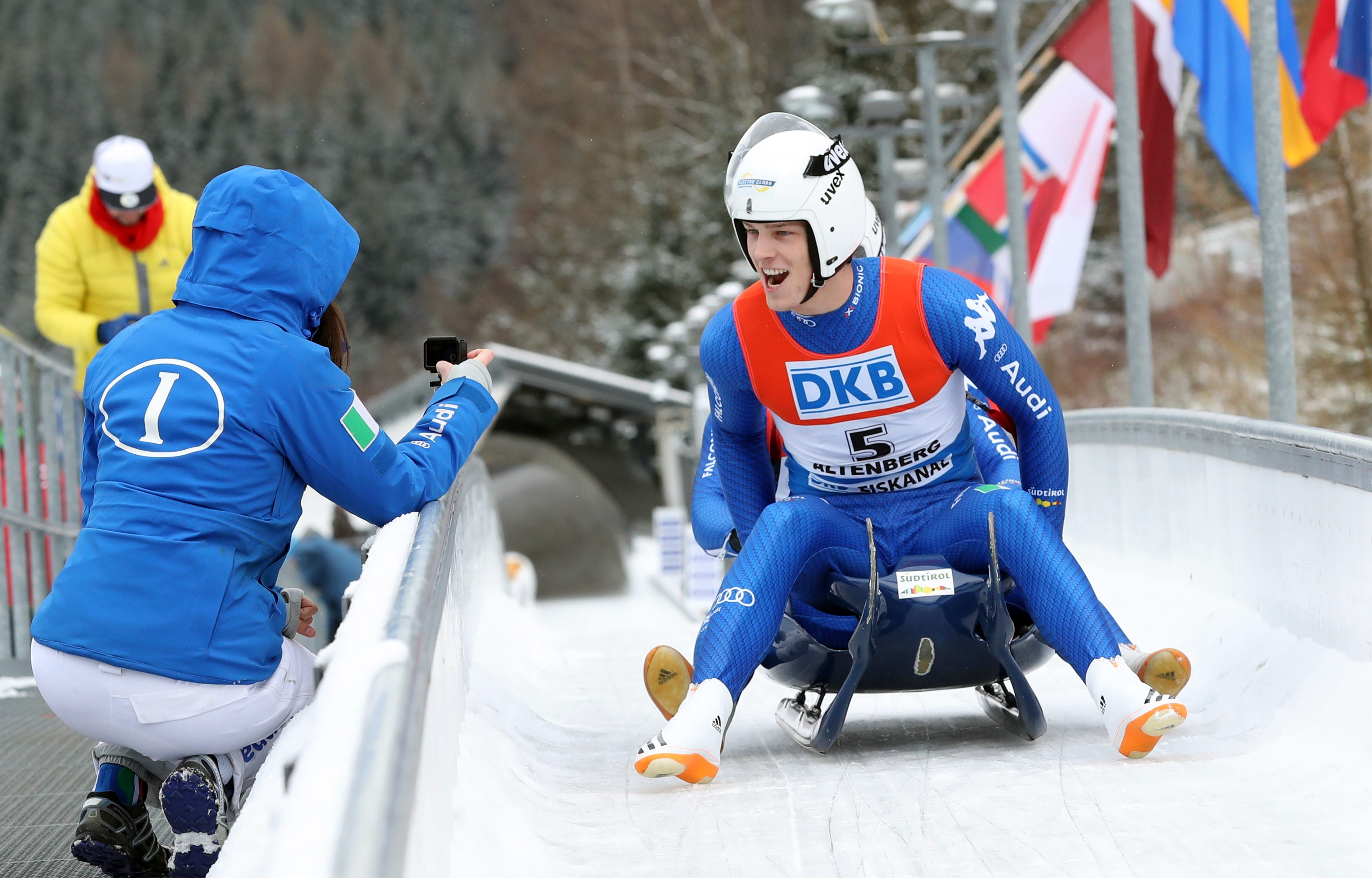
Nagler und Malleier im Ziel bei den Juniorenweltmeisterschaften 2018

Für die Juniorenweltmeisterschaften 2018 in Altenberg wurden Nagler/Malleier noch ein letztes Mal für die Junioren nominiert. Bei den Rennen in Sachsen galten sie als die Topfavoriten. Dieser Rolle wurden sie gerecht, als sie die Juniorenweltmeister des Vorjahres und des Jahres darauf, Hannes Orlamünder und Paul Gubitz, sowie dem Russischen Doppel Kaschkin/Korschunow den Titel gewannen. Mit Leon Felderer und Verena Hofer gewannen sie zudem mit der Staffel hinter Deutschland und Russland die Bronzemedaille. Zum bisherigen Höhepunkt der Karriere wurden zum Saisonabschluss die Olympischen Winterspiele in Südkorea. Nach dem ersten Lauf lagen sie auf dem achten Platz, mit der siebtbesten Laufzeit im zweiten Durchgang konnten sie sich allerdings noch um einen Rang nach vorn schieben und Siebte werden. Dabei waren sie nicht nur bestes italienisches Doppel, sondern mussten sich auch nur ausgewiesenen Weltklasse-Doppeln geschlagen geben. Mit Andrea Vötter und Dominik Fischnaller wurden sie zudem Fünfte des Staffelrennens und fuhren auch im Vergleich die fünftbeste Zeit der Doppelsitzer in diesem Wettbewerb.

## Konsolidierung im Weltcup

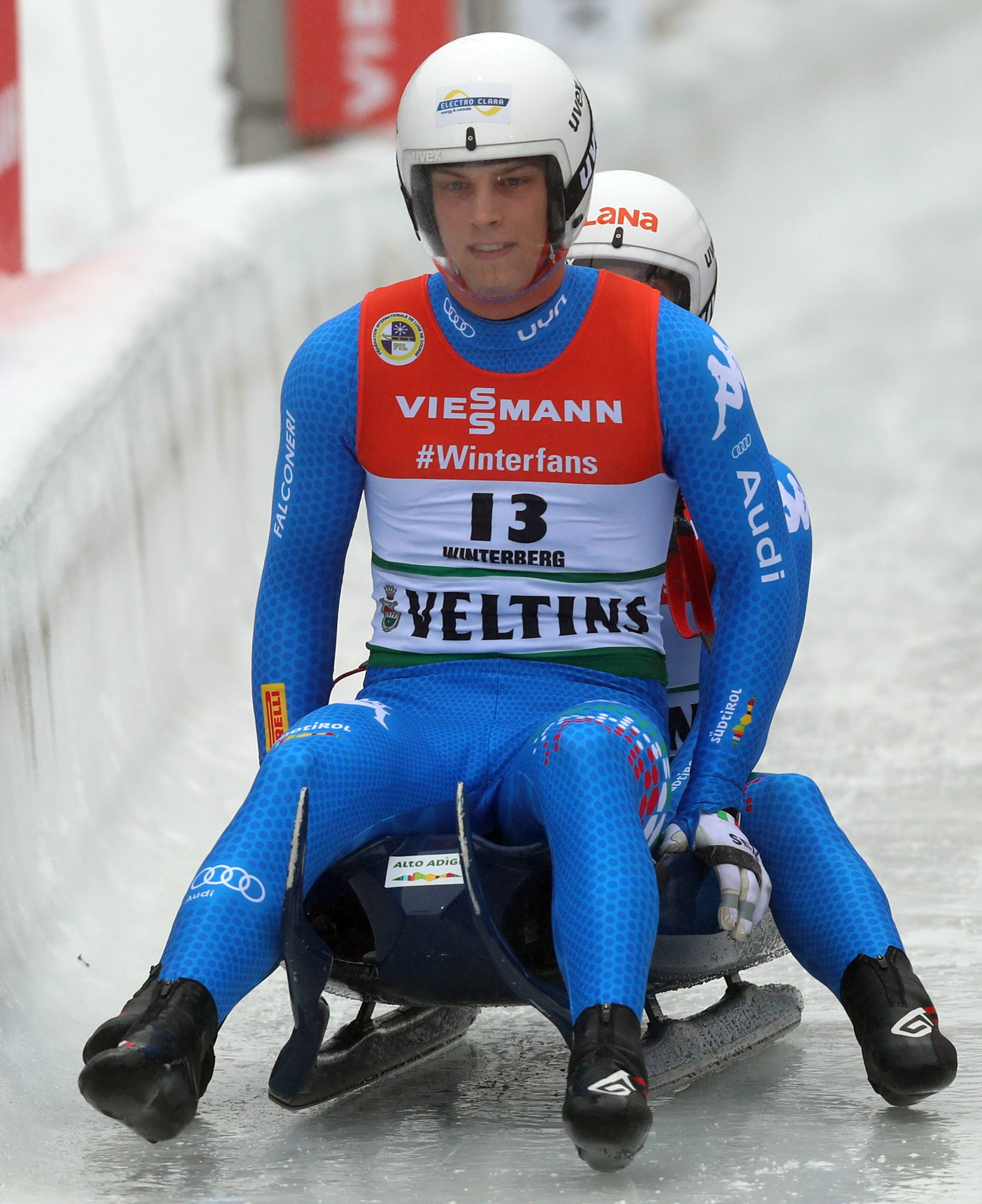
Bei den Weltmeisterschaften 2019

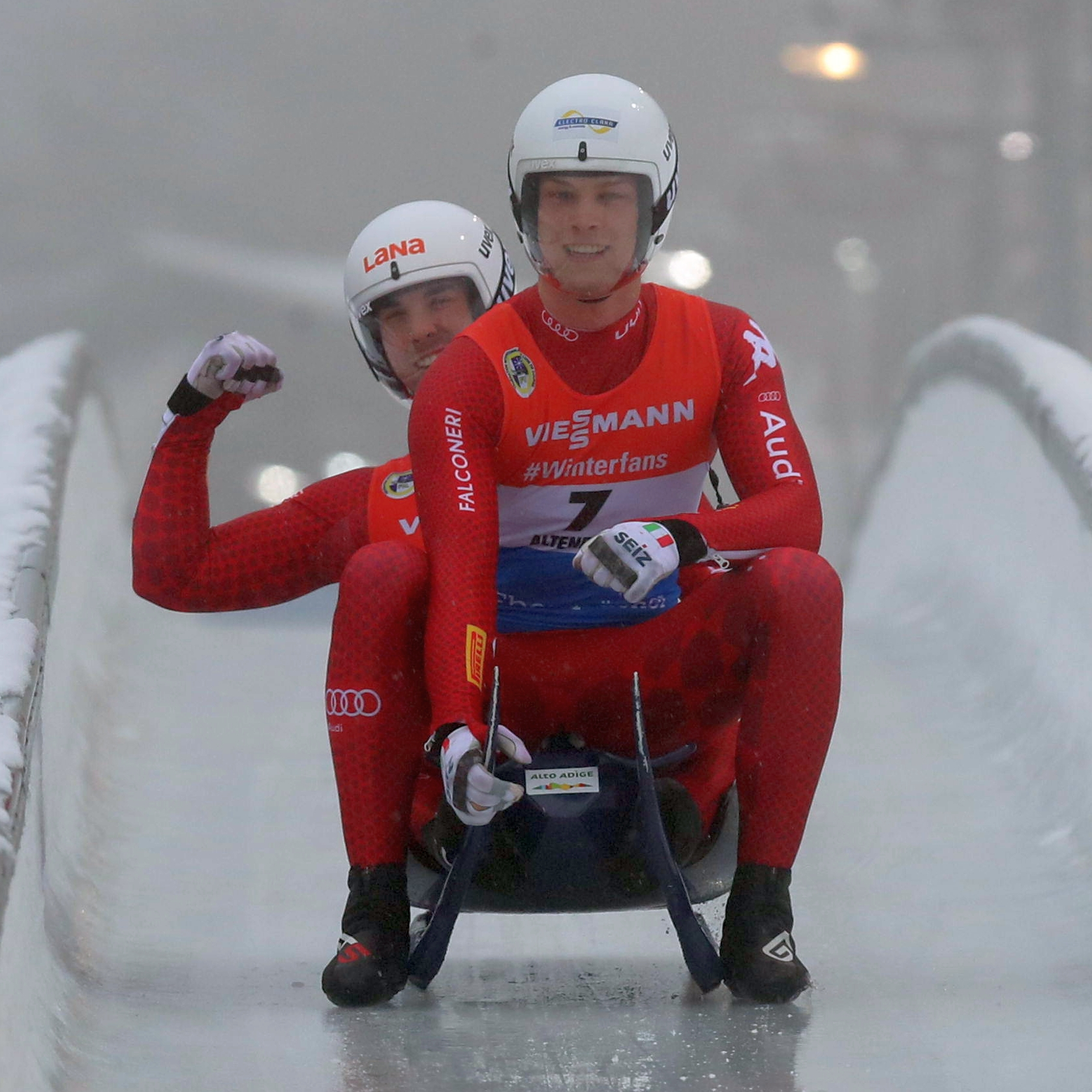
Im Ziel beim Weltcuprennen in Altenberg, Februar 2019

Die nacholympische Saison 2018/19 begann mit einem 17. Platz in Igls. Danach fiel das Doppel aufgrund einer Verletzung Naglers für mehrere Rennen aus; Malleier fuhr in dieser Zeit als Einsitzer. Erst in Königssee gelang die Rückkehr, wobei sie als Zehnte sofort wieder unter die Top Ten fuhren. Zudem waren sie sogleich wieder bestes italienisches Doppel und starteten im Staffelrennen, bei dem sie den vergleichsweise schwachen achten Platz belegten. Danach konnten sie sich langsam von Rennen zu Rennen verbessern. In Sigulda wurden sie zunächst Dritte des Nationencups, anschließend Achte des Weltcuprennens. Einen Rückschlag gab es für das Doppel bei den Weltmeisterschaften 2019 in Winterberg, bei denen sie nur 13. wurden. In der separaten U-23-Wertung waren sie indes hinter dem russischen Doppel Kaschkin/Korschunow Zweite und gewannen damit die Silbermedaille. Nachdem sie in Altenburg als Zweite des Nationencups und Fünfte des Weltcups wieder Anschluss an die Weltspitze gefunden hatten, folgte in Oberhof mit einer Disqualifikation erneut in herber Rückschlag. Dennoch wurden sie für das Staffelrennen nominiert. Hier gewannen sie an der Seite von Andrea Vötter und Dominik Fischnaller ihr erstes Weltcuprennen. Es waren zugleich die Europameisterschaften 2019, womit Nagler mit seinen Teamkameraden auch Europameister wurde. Zum Saisonfinale in Sotschi wurden Nagler/Malleier nach einem vierten Platz im Nationencup Zehnte des Weltcuprennens und qualifizierten sich für das abschließende Sprintrennen, das sie jedoch nach einem Sturz nicht beendeten. Nach nur sieben von 12 bestrittenen Weltcuprennen, wobei sie in diesen zudem einmal disqualifiziert wurden und einmal stürzten, wurden sie mit 193 Punkten 18. der Weltcup-Gesamtwertung, im Nationencup mit 270 Punkten aus vier von neun Rennen Sechste.

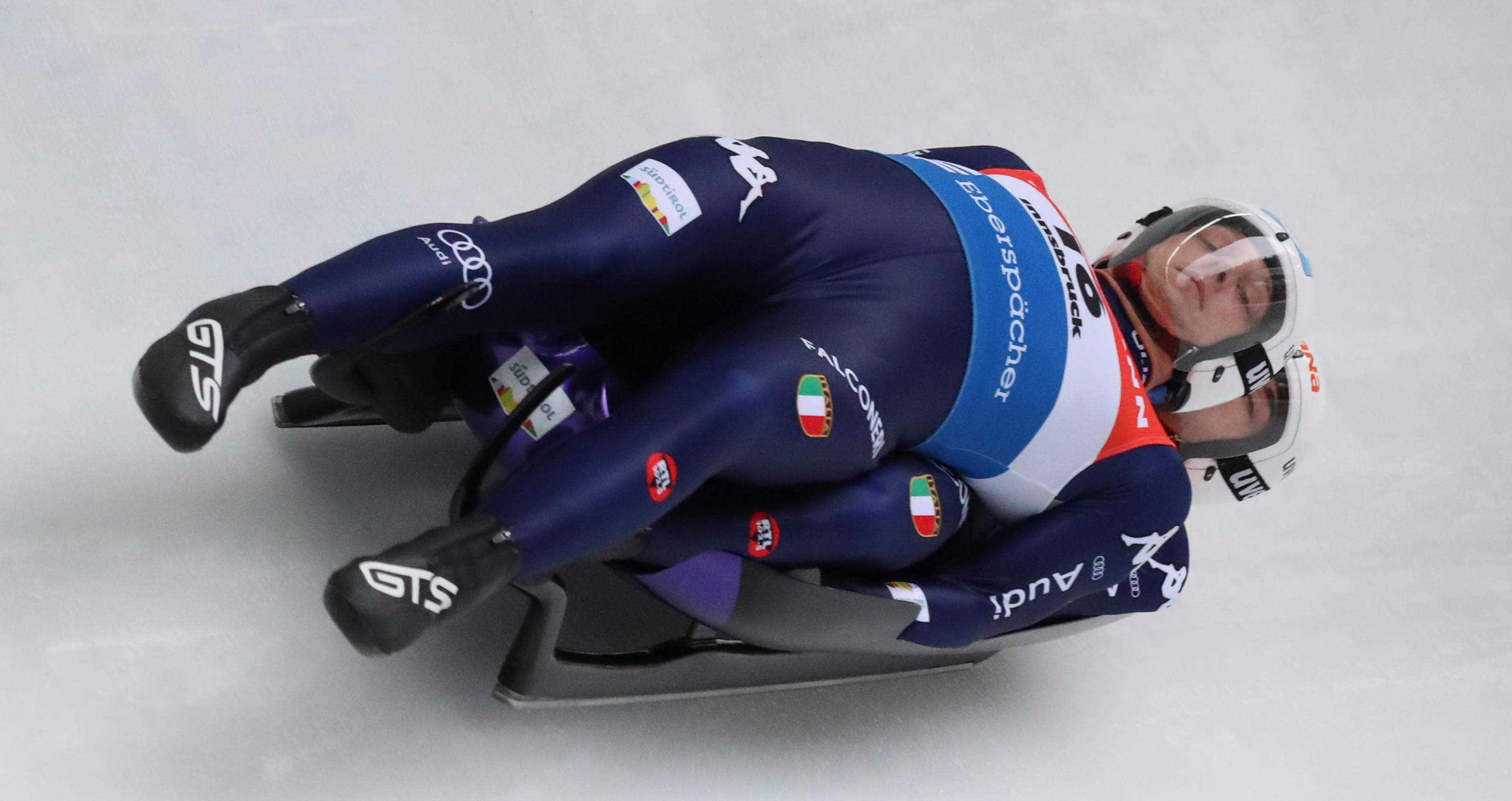
Nagler und Malleier beim Weltcup 2019 in Igls

Auch die Saison 2019/20 brachte neben einer positiven Entwicklung immer wieder Rückschläge. Die Saison begann positiv mit einem sechsten Platz in Igls. Beim folgenden Staffelrennen gewannen Nagler & Malleier gemeinsam mit Andrea Vötter Dominik Fischnaller ihr zweites Weltcuprennen. Bei der vorweihnachtlichen Übersee-Tour in Nordamerika wurden sie in Lake Placid nach einem zehnten Platz im Weltcuprennen Sprint-Achte. In Whistler stürzten sie im Hauptrennen und gaben damit dem ersten reinen Frauendoppel Caitlin Nash und Natalie Corless im Weltcup die Gelegenheit ein Männerdoppel hinter sich zu lassen. Nach dem Jahreswechsel wurden sie schwache 19. in Altenberg. Erst in Lillehammer wurden die Ergebnisse wieder besser. Nach einem sechsten Platz im Nationencup verpassten sie als Viertplatzierte knapp ihr erstes Podium, erreichten damit aber ihr bis dato bestes Einzelergebnis in einem Weltcup-Doppelrennen. Mit Dominik Fischnaller und Andrea Vötter wurden sie zudem Staffel-Zweite hinter der Mannschaft aus Österreich. Da diese Rennen zugleich die Europameisterschaften 2020 waren, wurden sie auch Vize-Europameister im Staffelrennen und EM-Vierte im Doppelsitzer. Zudem gewannen sie die separate U-23-Wertung. Sigulda brachte mit einem 18. Platz erneut einen Rückschlag, Oberhof mit Platz fünf im Doppelsitzerrennen und mit der Staffel wieder bessere Resultate. Auch die Weltmeisterschaften 2020 in Sotschi brachten durchwachsene Resultate. Nach Platz 15 im Sprintrennen wurden Nagler/Malleier Achte im Doppelsitzerrennen und platzierten sich in der separaten U-23-Wertung hinter ihren Dauerrivalen aus Russland, Kaschkin/Korschunow. Nach einem elften Platz in Winterberg stellten sie zum Saisonfinale am Königssee mit Rang vier ihr bestes Ergebnis in einem Doppelsitzerrennen im Weltcup ein. Mit 382 Punkten auf Gesamtrang 13 waren sie drittbestes italienisches Doppel, lagen allerdings nur zwei Punkte hinter den um einen Platz besseren Doppel Ludwig Rieder und Patrick Rastner.

## Erfolge

### Internationale Meisterschaften
Junioren-Weltmeisterschaften
- Altenberg 2018: 1. Doppelsitzer
- Altenberg 2018: 3. Teamstaffel

Junioren-Europameisterschaften
- Oberhof 2017: 2. Teamstaffel
- Oberhof 2017: 3. Doppelsitzer

U23-Weltmeisterschaften
- Winterberg 2019: 2. Doppelsitzer
- Sotschi 2020: 2. Doppelsitzer

U23-Europameisterschaften
- Lillehammer 2020: 1. Doppelsitzer
- Sigulda 2021: 3. Doppelsitzer

Europameisterschaften
- Oberhof 2019: 1. Teamstaffel

### Gesamtweltcup
| Saison  | Platz | Punkte |
| ------- | ----- | ------ |
| 2017/18 | 17.   | 295    |
| 2018/19 | 18.   | 193    |
| 2019/20 | 13.   | 382    |
| 2020/21 | 09.   | 483    |
| 2021/22 | 11.   | 402    |
| 2022/23 | 18.   | 157    |

### Weltcupsiege

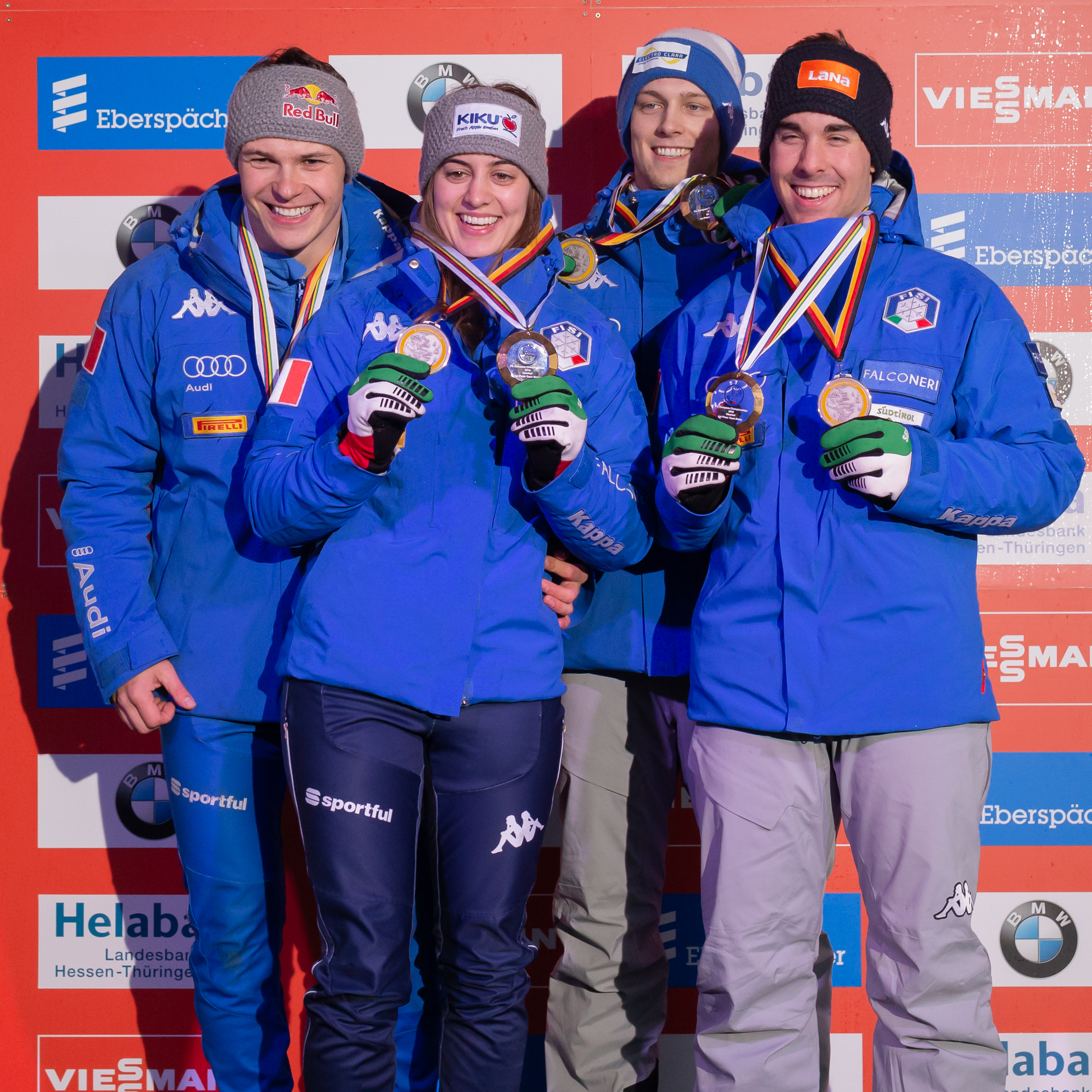
Weltcupsieger 2019 in Oberhof

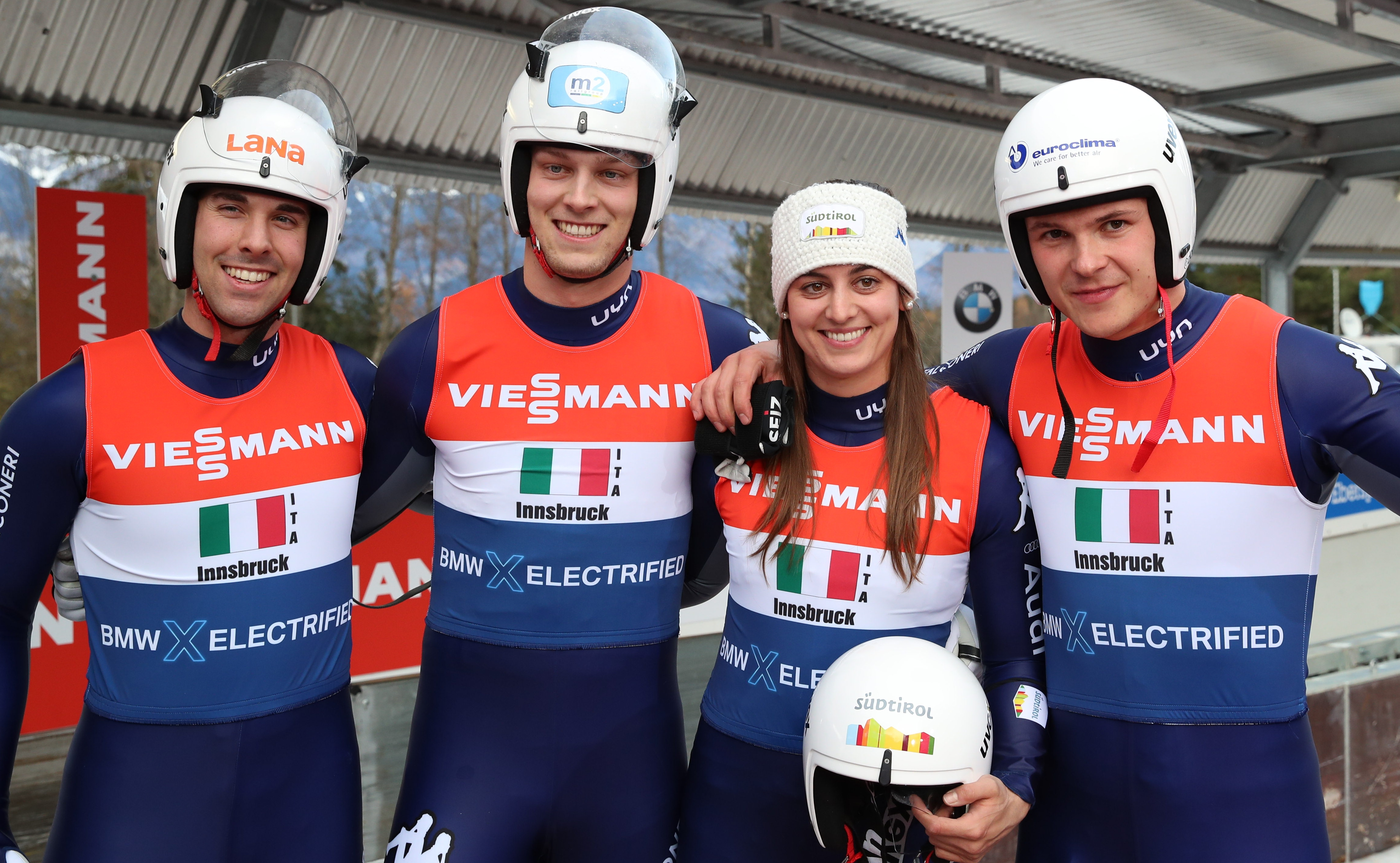
Weltcupsieger 2019 in Igls

| Nr. | Datum             | Ort            | Disziplin |
| --- | ----------------- | -------------- | --------- |
| 1.  | 7. Januar 2018    | Königssee      | Staffel   |
| 2.  | 10. Februar 2019  | Oberhof        | Staffel   |
| 3.  | 24. November 2019 | Innsbruck-Igls | Staffel   |